# Federico Pinna Berchet
Federico Pinna Berchet (Firenze, 28 agosto 1898 – Malgrate, 2 agosto 1961) è stato un dirigente pubblico italiano, il maggior esperto fieristico italiano del Novecento.
È stato lʼideatore dellʼEUR – E 42 di Roma, lʼideologo delle mostre specializzate, particolarmente nei settori del made in Italy, ed il primo fautore del sistema distributivo dei supermercati in Italia.
Volontario nella prima guerra mondiale, legionario fiumano poi, dopo aver aderito al movimento futurista di Filippo Marinetti, inizia la sua carriera fieristica nel 1923 come delegato fino a divenire Segretario Generale della Fiera del Levante a Bari. Nel 1935 sottopone a Mussolini il progetto di realizzazione di una Esposizione Universale a Roma, EUR - E 42. Nellʼoccasione il Presidente della Repubblica Francese lo nominerà Chevalier de la Legion dʼHonneur. Nel 1949 assume la cattedra di docente di Tecnica Fieristica presso lʼUniversità di Roma. Assunta nel 1956 la carica di Presidente dellʼAssociazione Internazionale delle Fiere Specializzate, dedicherà gli ultimi anni della sua vita allʼinsegnamento universitario ed alla promozione delle prime mostre specializzate a Roma e Milano, specificatamente nei settori dellʼartigianato, dellʼalimentazione, della moda e della calzatura. Nel 1956 presenta il prototipo di supermercato. Nel corso della sua carriera, è stato insignito del titolo di Cavaliere Ufficiale e di Commendatore della Corona dʼItalia, nonché di Chevalier de la Legion dʼHonneur.

## Biografia
Federico Pinna Berchet nasce il 28 agosto 1898 a Firenze, da Teresa ed Edoardo, militare ufficiale di carriera. È l'unico pronipote maschio del famoso poeta Giovanni Berchet, noto come il Tirteo lombardo. A diciassette anni sull'onda delle manifestazioni di entusiasmo per l'entrata in guerra contro l'Austria si arruola come volontario e, dopo un breve addestramento, viene inviato al fronte nel 24º reggimento di artiglieria da campagna. Dopo la disfatta di Caporetto, rientra in zona di guerra nel 4º gruppo batterie a cavallo, dove opera fino all'agosto 1918, quando viene inviato in congedo per postumi da ferita di arma da fuoco alla colonna vertebrale.
Rientra quindi a Milano dove partecipa alla formazione del primo fascio di combattimento. Frequentando il salotto di Margherita Sarfatti, conosce Filippo Marinetti ed aderisce con entusiasmo al Futurismo. Partecipa all'assalto al giornale l'Avanti, restando ferito allʼavambraccio sinistro. Venuto a conoscenza dellʼimminente avvio della spedizione fiumana raggiunge con tre amici ufficiali il raggruppamento dʼAnnunziano a Ronchi dove si impadroniscono di quattro autoblindo e, nello stesso giorno, è uno dei primi legionari ad entrare in città. Il 24 Dicembre 1920 (meglio noto come “Natale di sangue”), lʼesercito italiano attacca ed occupa Fiume. Lascia la città per seguire il Comandante a Gardone, insieme al legionario tenente Masperi, di cui sposa nel 1922 a Brescia la sorella Bianca, che morirà in un incidente dʼauto nel 1927.
Nel 1923 inizia la carriera che lo porterà a diventare esperto di fiere e mostre specializzate. Lʼesordio è alla Fiera di Padova, dove, sotto la guida del Segretario Generale, Carlo Titta, inizia la sua attività fieristica in qualità di Delegato per la Lombardia. Viene chiamato alla Fiera di Milano, dove nel 1929 assume lʼincarico di Vice Segretario Generale, con il compito di gestire lʼorganizzazione e la pubblicità della Fiera. L'anno successivo, mantenendo lʼincarico a Milano, si occupa di progettare, realizzare e gestire la prima Fiera del Levante a Bari, di cui resterà Segretario Generale fino al 1937.
Siamo all'apice del regime fascista, anche a livello internazionale, e Federico Pinna Berchet ritiene che sarebbe sensazionale organizzare una Esposizione Universale a Roma (EUR) in occasione delle celebrazioni del ventennale della rivoluzione fascista (1942); impiega un intero anno ad elaborare un progetto di base e, con lʼaiuto del nipote del Duce, Vito Mussolini, ottiene di essere ricevuto dallo zio per la presentazione del progetto: Mussolini dichiara subito il proprio entusiasmo e lo invita a parlarne con il Governatore di Roma, Giuseppe Bottai.
Nel 1935 Bottai e Pinna Berchet presentano domanda di autorizzazione al BIE – Bureau International des Expositions – di Parigi. Nominato Direttore Generale Tecnico dellʼE-42 lavora con tenacia allʼavvio del progetto in assonanza con il Commissario dellʼEXPO, il Senatore Vittorio Cini, ma ben presto si delineano contrasti insanabili tra lui ed altri ambienti del Regime in merito alle finalità reali del progetto.
Il suo sponsor principale, Bottai, viene nominato Ministro dellʼEducazione ed al suo posto viene nominato il Principe Piero Colonna, acceso fautore della corrente degli architetti romani, con a capo Marcello Piacentini, che vogliono trasformare lʼiniziativa in un progetto di "quartiere monumentale destinato a rimanere nei secoli a testimonianza della gloria fascista" e, nel contempo soddisfare il desiderio del duce di una espansione urbanistica di Roma verso il mare.
Nel 1938, rassegna le dimissioni da Direttore Generale Tecnico. Queste vengono accolte e la sua posizione viene trasformata in generica consulenza tecnica. Il progetto dell'EXPO – E 42 sarà poi vanificato dalla successiva entrata in guerra. In quegli anni, pubblica per Cedam Fiere Italiane Antiche e Moderne il primo studio scientifico in Italia in materia fieristica. Nel 1939 Filippo Tommaso Marinetti scrive la prefazione al suo volume Liriche dʼassalto, pubblicato dalla Editrice Mercurio di Roma. Proposto da tutte le associazioni di settore come Direttore Generale del Turismo, rinuncia allʼincarico per partire volontario, come maggiore di artiglieria pesante campale sul fronte orientale.
Nel marzo del 1943 fa pervenire in via riservata al Duce un progetto per la costituzione allʼEUR di un Quartiere degli Affari e dei Centri Economici Italiani (C.E.I.) per favorire la commercializzazione della produzione italiana allʼestero. Viene nominato Commissario del Governo presso lʼEnte Autonomo Fiera di Milano. Dopo la fine della guerra, le sue competenze lo riportano nel 1946 alla Segreteria Generale della Mostra della Ricostruzione a Milano, Genova e Venezia.
In occasione delle elezioni del 1948 organizza il Totalvoto, precursore dell'odierna SISAL e, quindi, del Totocalcio e fonda la società Sistema che, dietro incarico del Ministero delle Finanze, avrà il compito di pubblicizzare e vendere i biglietti di quattro lotterie nazionali. Nel 1949 assume la cattedra di docente di Tecnica Fieristica presso lʼUniversità di Roma (carica che manterrà per tutta la restante parte della sua vita), e nel 1952 pubblica il Corso Pratico di Tecnica Fieristica, che diviene il manifesto ragionato delle sue convinzioni in merito al superamento delle fiere campionarie da parte delle mostre specializzate.
Nel 1950, in occasione dellʼanno santo, organizza a Chicago una mostra di arte sacra patrocinata dal Vaticano, nonché una mostra-mercato di arte sacra a Roma. Nel 1951 assume la carica di Segretario Generale delle Fiere di Trento e Bologna. A Bologna, alla tradizionale manifestazione campionaria primaverile, affiancherà i primi saloni specializzati: Il Salone Internazionale dellʼAlimentazione (1952) e quelli della Moda e della Calzatura, precorrendo di diversi decenni i saloni del made in Italy.
Nel 1955 inizia a Roma una intensa attività di sostegno delle mostre specializzate ed assume la carica di Direttore dellʼAssociazione Fiere Italiane Specializzate e poi quella di Presidente dellʼAssociazione Internazionale delle Fiere Specializzate. Collabora con lʼENAPI allʼorganizzazione a Roma delle edizioni ʼ55 eʼ56 della Mostra Mercato dellʼArtigianato, ed organizza al Palazzo dei Congressi dellʼEUR il primo Salone Internazionale dellʼAlimentazione: in quella occasione viene presentato il primo esempio di "supermercato" in Italia. Nel 1956 e 1957 organizza, sempre a Roma, la prima e la seconda Mostra dellʼArte della Tappezzeria e, successivamente a Milano, il TESAR (1960). Contemporaneamente fonda il "Notiziario dellʼAlimentarista", il cui scopo è quello di costituire centrali dʼacquisto per i piccoli dettaglianti. Sempre in questo periodo costituisce la società Turistas, allo scopo di tutelare i turisti in viaggio in Italia e la SAGIT, che editerà il primo annuario turistico in quattro lingue.
Muore a Malgrate, nella casa di famiglia, il 2 agosto 1961, mentre sta lavorando allʼorganizzazione della prima "Mostra Internazionale delle Apparecchiature Chimiche – MAC 61" .

## Opere
- La Fiera di Milano come attualmente si presenta come necessita che divenga, 1931
- Fiere Italiane Antiche e Moderne, Cedam, Padova, 1936
- Liriche dʼassalto, Mercurio, Roma, 1939
- Progetto per la costituzione del Quartiere degli Affari, Nuove Grafiche, Roma, 1942
- Corso pratico di Tecnica Fieristica, 1952
- Selezione dʼItalia, Sagit, Roma, 1960/63/64